# Esterina Tartman
Esterina Tartman (hebr.: אסתרינה טרטמן, ur. 9 listopada 1957 w Jerozolimie) – izraelska polityk, w latach 2006–2009 poseł do Knesetu z listy partii Nasz Dom Izrael.
8 lutego 2006 zastąpiła Micha’ela Nudelmana i została posłanką do szesnastego Knesetu. W wyborach parlamentarnych w marcu tego zdobyła mandat poselski izraelskiego parlamentu i zasiadała w nim do końca siedemnastej kadencji.